# Björn Þórðarson
Björn Þórðarson (6 de fevereiro de 1879 – 25 de outubro de 1963) foi um político islandês. Ocupou o cargo de Primeiro-ministro da Islândia de 16 de dezembro de 1942 até 21 de outubro de 1944.